# Cryptophagus lapponicus
Cryptophagus lapponicus is een keversoort uit de familie harige schimmelkevers (Cryptophagidae). De wetenschappelijke naam van de soort werd in 1828 gepubliceerd door Leonard Gyllenhaal.